# Trichodesma cristata
Trichodesma cristata is een keversoort uit de familie klopkevers (Anobiidae). De wetenschappelijke naam van de soort is voor het eerst geldig gepubliceerd in 1890 door Casey.